# Утєвський Сергій Юрійович
Сергій Юрійович Утєвський (6 травня 1967, Харків) — український зоолог, фахівець з п'явок, доктор біологічних наук (2014), професор кафедри зоології та екології тварин Харківського національного університету. Входив до першого складу Національної ради України з питань розвитку науки і технологій. Депутат 7-го скликання Харківської міської ради. Учасник АТО. Член спеціалізованої вченої ради Інституту зоології НАН України. Автор понад 90 наукових праць, зокрема брав участь у створенні Червоної книги України (2009). Значна частина статей опубліковані у провідних міжнародних журналах, зокрема таких як «Molecular Phylogenetics and Evolution», «Zoologica Scripta», «Systematic Parasitology» тощо. Станом на 2024 рік має одні з найвищих наукометричних показників серед зоологів України: індекс Гірша 11 у Scopus (725 цитувань, 46 документів) і 16 у Google Scholar (1497 цитувань). Описав близько 10 нових для науки видів п'явок.

## Життєпис
У 1991 році закінчив кафедру зоології Харківського університету, де відтоді і працює. 1996 року захистив кандидатську дисертацію на тему «Риб'ячі п'явки (Hirudinea: Piscicolidae) Північного Льодовитого океану та північної частини Тихого океану (морфологія, систематика, паразито-живителеві відношення, географічне поширення)» у вченій раді Інституту зоології НАН України під керівництвом відомого фахівця з п'явок В. М. Епштейна, учня Є. І. Лукіна. У 2014 році був мобілізований як старший лейтенант запасу і брав участь у бойових діях в зоні АТО. Того ж року захистив докторську дисертацію на тему «Закономірності видоутворення і філогенезу п'явок (Hirudinida)», знов у вченій раді Інституту зоології НАН України, до складу якої увійшов у 2016 році. У 2015 році був обраний депутатом Харківської міської ради від «Об'єднання „Самопоміч“». 30 травня 2017 року затверджений членом Наукового комітету Національної ради України з питань розвитку науки і технологій при Кабінеті Міністрів України.

## Деякі нові для науки таксони
Роди
- Dolichobdella Utevsky & Chernyshev, 2013
- Ambulobdella Utevsky & Utevsky, 2018

Види
- Crangonobdella maculosa Utevsky, 2005
- Hirudo orientalis Utevsky & Trontelj, 2005
- Oceanobdella sakhalinica Utevsky, 2009
- Dolichobdella rubra Utevsky & Chernyshev, 2013
- Ambulobdella shandikovi Utevsky & Utevsky, 2018
- Johanssonia extrema Utevsky, Kovalchuk, Kovalchuk, Utevsky & Chernyshev, 2019
- Trocheta blanchardi Khomenko, Utevsky, Utevsky & Trontelj, 2020
- Pterobdellina vernadskyi Utevsky, Solod & Utevsky, 2021